# Foreign Land
Foreign Land è un singolo del rapper statunitense Riff Raff, pubblicato il 26 ottobre 2018

## Tracce
1. Foreign Land – 2:57